# 威德爾冰川
威德爾冰川（英語：Weddell Glacier），是南極洲的冰川，位於南喬治亞島北岸，全長3.7公里，最終在威爾角和夏洛特角，最終注入皇家灣，現時由英國海外領土管轄。